# Seegard
Seegard is een historisch merk van motorfietsen.
De bedrijfsnaam was Fietz, Paul & Co., Ing. R. Seegard, Berlijn.
Seegard was een klein Duits merk dat in 1924 en 1925 146- en 197cc-viertakten bouwde. Er ontstond in de eerste helft van de twintigste eeuw een enorm aantal van deze kleine merken in Duitsland, waarvan er niet minder dan 150 ter ziele gingen in hetzelfde jaar: 1925.